# Patrik Hofbauer
Patrik Eduard Hofbauer, född 14 december 1968 i Algutsboda församling i Kalmar län, är en svensk företagsledare och före detta professionell ishockeymålvakt.

## Biografi
Hofbauer började sin ishockeykarriär i Örebro IK, där han spelade större delen av sin karriär. I slutet av 1980-talet gjorde Hofbauer även ett mellanspel på två säsonger för IF Troja-Ljungby. Säsongen 1993–1994 skrev han på för spel med IF Björklöven i Elitserien, för att sedan fortsätta med Djurgårdens IF Hockey under säsongen 1995–1996.
Åren 2005–2011 var han verksam som VD för Canal Digital Sverige AB. Dit kom han från VD-posten på NEC Skandinavien. Från 2011 var han verkställande direktör för Canal Digital AS. Den 15 maj 2014 blev det klart att han från och med den 1 augusti 2014 blev ny VD för  Telenor Sverige AB. I samband med att Telenor beslutade att flytta sitt huvudkontor från Slussen i södra Stockholm till en nyuppförd kontorsbyggnad i Råsunda, så läckte ett citat ut på sociala medier som påstod att Hofbauer sagt att "som djurgårdare värmer det extra mycket att få ställa min egen byggnad ovanpå ett Råsunda som är jämnat med marken". Detta sades på ett internt möte som ett skämt, men Hofbauer senare gick ut till AIK:are och bad om ursäkt för sitt uttalande. I augusti 2018 flyttade Telenor Sverige in i den fastighet som uppförts på den plats som Råsunda fotbollsstadion tidigare låg på. I december 2018 tillträdde Hofbauer som vd på Svenska Spel. I februari 2024 tillträdde Hofbauer som vd och koncernchef för Telia Company.
Patrik Hofbauer är far till ishockeyspelaren Adam Hofbauer.